# IPN

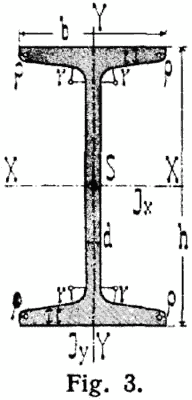
I-balk

IPN som står för Normal-Profil I är en varmvalsad stålprofil specificerad i Euronorm 24. IPN kallas INP i DIN 1025-1
IPN används numera sparsamt, då den används är det för speciella ändamål så som telferbalk, då man har nytta av profilens tjocka sluttande (14%) fläns.
Som I-balk att användas som allmänt konstruktionselement har IPN ersatts av HEA och IPE